# A Nine O'Clock Town
A Nine O'Clock Town er en amerikansk stumfilm fra 1918 af Victor Schertzinger.

## Medvirkende
- Charles Ray - David Clary
- Jane Novak - Katherine Farrell
- Otto Hoffman - John Clary
- Gertrude Claire
- Catherine Young